# Challenger de Chennai 2025
El torneo Chennai Open Challenger 2025 fue un torneo de tenis perteneció al ATP Challenger Tour 2025 en la categoría Challenger 100. Se trató de la 5.ª edición, que tuvo lugar en la ciudad de Chennai (India), desde el 3 hasta el 9 de febrero de 2025 sobre pista dura al aire libre.

## Jugadores participantes del cuadro de individuales
| Preclasificado | País                    | Jugador            | Rank1 | Posición en el torneo |
| 1              | Bandera del Reino Unido | Billy Harris       | 129   | Semifinales           |
| 2              | Bandera de Sudáfrica    | Lloyd Harris       | 142   | Segunda ronda         |
| 3              | Bandera de Croacia      | Duje Ajduković     | 158   | Primera ronda         |
| 4              | Bandera de Canadá       | Alexis Galarneau   | 176   | Segunda ronda         |
| 5              | Bandera de Japón        | Shintaro Mochizuki | 180   | Cuartos de final      |
| 6              | Bandera de Japón        | Sho Shimabukuro    | 191   | Primera ronda         |
| 7              | Bandera de Kazajistán   | Timofey Skatov     | 200   | Cuartos de final      |
| 8              | Bandera de Hungría      | Zsombor Piros      | 213   | Primera ronda         |

- 1 Se ha tomado en cuenta el ranking del 27 de enero de 2025.

### Otros participantes
Los siguientes jugadores recibieron una invitación (wild card), por lo tanto ingresan directamente al cuadro principal (WC):
- Ramkumar Ramanathan
- Mukund Sasikumar
- Karan Singh

Los siguientes jugadores ingresan al cuadro principal tras disputar el cuadro clasificatorio (Q):
- Egor Agafonov
- Hynek Bartoň
- Kimmer Coppejans
- Yurii Dzhavakian
- Eric Vanshelboim
- Maxim Zhukov

## Campeones

### Individual Masculino
- Kyrian Jacquet derrotó en la final a  Elias Ymer por 7–6(1), 6–4

### Dobles Masculino
- Shintaro Mochizuki /  Kaito Uesugi derrotaron en la final a  Saketh Myneni /  Ramkumar Ramanathan por 6–4, 6–4